# Fronton Ranchettes
Fronton Ranchettes – jednostka osadnicza w Stanach Zjednoczonych, w stanie Teksas, w hrabstwie Starr.